# Мушкетёр (фильм)
«Мушкетёр» (англ. The Musketeer) — художественный фильм режиссёра Питера Хайамса, снятый по мотивам романа Александра Дюма «Три мушкетёра».

## Сюжет
Д’Артаньян (Джастин Чэмберс), после убийства его безоружных родителей Фебре, Человеком в Чёрном (Тим Рот), горячо желает стать королевским мушкетёром, одним из защитников короля Людовика XIII. По прибытии в Париж, однако, он узнаёт, что мушкетёры были расформированы по приказу кардинала Ришельё (Стивен Ри), который узурпировал власть и управляет королём как хочет с помощью своего ставленника Фебре. Д’Артаньян знакомится с тремя бывшими мушкетёрами: Арамисом (Ник Моран), Атосом (Ян-Грегор Кремп) и Портосом (Стив Спирс) и убеждает их свергнуть власть кардинала.

## В ролях
| Актёр              | Роль                      |
| ------------------ | ------------------------- |
| Джастин Чэмберс    | Д’Артаньян                |
| Мина Сувари        | Франческа Бонасье         |
| Ян-Грегор Кремп    | Атос                      |
| Спирс, Стив        | Портос                    |
| Ник Моран          | Арамис                    |
| Скофилд, Дэвид     | Шарль-Сезар де Рошфор     |
| Тим Рот            | Фебре, человек в чёрном   |
| Месгиш, Даниэль    | Король Людовик XIII       |
| Катрин Денёв       | Королева Анна Австрийская |
| Стивен Ри          | Кардинал Ришельё          |
| Жан-Пьер Кастальди | Планше                    |
| Билл Тричер        | Бонасье                   |
| Джереми Клид       | лорд Бекингэм             |
| Майкл Бирн         | Де Тревиль                |

## Отзывы критиков
На сайте Rotten Tomatoes фильм набрал всего 10 % положительных рецензий, на IMDb.com — рейтинг 4,4 из 10 баллов.